# Agapit (Bewcyk)
Agapit, imię świeckie Iwan Wasiljewicz Bewcyk (ur. 6 marca 1965 w Dawydowce) – biskup Ukraińskiego Kościoła Prawosławnego Patriarchatu Moskiewskiego.

## Życiorys
Ukończył ogólnokształcącą szkołę średnią oraz szkołę muzyczną w Czerniowcach. W 1985 wstąpił jako posłusznik do monasteru Świętego Ducha w Wilnie. W 1988 został przeniesiony do ławry Peczerskiej, gdzie złożył w tym samym roku wieczyste śluby mnisze, przyjmując imię Agapit na cześć św. Agapita Pieczerskiego. W tym samym roku został hierodiakonem, zaś w 1990 – hieromnichem.
22 lipca 1994 został podniesiony do godności archimandryty i objął funkcję przełożonego monasteru Trójcy Świętej i św. Jonasza w Kijowie. W tym samym roku ukończył seminarium duchowne w Kijowie, zaś w 1998 – Kijowską Akademię Duchowną.
5 listopada 1998 został nominowany na biskupa chustskiego i wynohradowskiego. Uroczysta chirotonia miała miejsce 22 listopada 1998. 26 lipca 2000 został przeniesiony na katedrę mukaczewską i użhorodzką, zaś 14 grudnia 2007 – do eparchii sewerodonieckiej i starobielskiej.
20 lipca 2012 podniesiony do godności arcybiskupa.
W 2012 Święty Synod Ukraińskiego Kościoła Prawosławnego przeniósł go w stan spoczynku, wyznaczając jako stałe miejsce pobytu Monaster Trójcy Świętej i św. Jonasza w Kijowie. Decyzja Synodu spotkała się z protestami wiernych, którzy domagali się powrotu arcybiskupa do Siewierodoniecka, podkreślali jego nienaganną postawę moralną oraz zasługi w rozwijaniu struktur cerkiewnych, a jego następcy Pantelejmonowi uniemożliwili odprawianie nabożeństw w soborze katedralnym oraz w cerkwi Ikony Matki Bożej „Umilenije” w Siewierodoniecku.
1 stycznia 2013 pierwotne postanowienie Synodu zostało zmienione i arcybiskup Agapit został pierwszym ordynariuszem nowo utworzonej eparchii mohylowsko-podolskiej. 17 sierpnia 2015 otrzymał godność metropolity.